# Ashby Magna
Ashby Magna is een civil parish in het Engelse graafschap Leicestershire.